# Ворхолов код и друге мистерије попа
Ворхолов код и друге мистерије попа је збирка еротских прича историчара уметности и публицисте Александра Ламброса.
Књигу је објавила издавачка кућа Аргус букс – Нова поетика 2015. године у тиражу од 500 примерака. Све приче су са ЛГБТ+ тематиком, а неке су еротске модернизоване верзије класичних бајки попут Пепељуге. Неке од прича су раније биле објављиване на сајту Б92, док је Ламброс писао колумну и чланке на њиховом порталу.

## О аутору
Александар Радосављевић, познатији под псеудонимом „Александар Ламброс”, историчар је уметности, књижевник и публициста. Најпознатије дело му је књига о атеизму Бог се никад не смеје. Један је од најутицајнијих припадника ЛГБТ+ популације пореклом из Србије. Живи и ради у Ници.